# Platichthys flesus
A solha-das-pedras (Platichthys flesus) é um peixe-chato do gênero Platichthys. Pode ser encontrado nas águas costeiras europeias, desde o Mar Branco ao Mediterrâneo a norte, ao Mar Negro a sul. Foi acidentalmente introduzido nos Estados Unidos e no Canadá através do transporte em água de balastro. É uma espécie comercialmente pescada para consumo humano.
Os juvenis desta espécie usam os estuários como creches. Tanto os juvenis como os adultos toleram salinidades reduzidas, ou mesmo água doce, e entram em águas interiores.